# Karl Schlösser (Politiker, 1747)
Karl Schlösser (* 1747 in Elberfeld (heute Stadtteil von Wuppertal); † 14. März 1822 in Köln) war Bürgermeister in Elberfeld.
Schlösser wurde in Elberfeld geboren und am 7. März 1747 dort getauft. Er wurde Kauf- und Handelsherr in Elberfeld. Bereits sein Onkel Isaak Schlösser war 1768 und sein Cousin Johann Jakob Schlösser 1773 Bürgermeister in Elberfeld gewesen. Schlösser hatte 1774 die aus Köln stammende Magdalena Margareta Reinhard (1748–1819) geheiratet, mit der er ein Kind hatte. Schlösser, der 1780 erstmals auf der Vorschlagsliste der Bürgermeisterwahl stand und danach noch fünf weitere Male erfolglos kandidierte, wurde 1797 gewählt. Schlösser hielt sich wegen seines Handelsgeschäftes oftmals in seiner einjährigen Amtszeit nicht in Elberfeld auf und konnte seine Amtsgeschäfte nicht wahrnehmen. Sein Stellvertreter, Vorgänger und Stadtrichter Heinrich Wilhelm Hölterhoff, musste ihn längere Zeit vertreten. Im Jahr nach seiner Amtszeit als Bürgermeister wurde er Stadtrichter und 1799 wurde er Ratsverwandter.
In späteren Jahren zog er mit seiner Frau nach Köln, wo Schlösser als Bankier arbeitete.